# روبرت مولكا
روبرت كارل لودفيج مولكا (12 أبريل 1895 - 26 أبريل 1969) كان اوبرستورموهر. في معسكر اعتقال أوشفيتز، كان مساعدًا لقائد المعسكر، إس إس- أوبرستورمبانفورر رودولف هوس، مما جعله ثانيًا في قيادة المعسكر.

## الحياة
كان ملقا نجل مساعد بريد. بعد الانتساب إلى فولكسشوله وRealschule، حصل على دبلوم المدرسة الثانوية في عام 1911 وأصبح بعد ذلك متدربًا في وكالة تصدير.
في أغسطس 1914، خدم في الحرب العالمية الأولى. خدم في فرنسا وروسيا وتركيا، وفي النهاية تمت ترقيته إلى ملازم ثان في الجيش الإمبراطوري الاحتياطي. من عام 1918 إلى 1920 انضم إلى فرايكوربس  وحارب البلشفية في منطقة البلطيق. في عام 1920، عاد إلى مسقط رأسه، بعد فترة وجيزة من توليه العمل في شركة، وأدين بتلقي ممتلكات مسروقة وحكم عليه بالسجن لمدة ثمانية أشهر.

## الموت
حاول دون جدوى الانتحار أثناء وجوده في سجن كاسل، وأُطلق سراحه في عام 1968 لأسباب إنسانية كانه مريض جدا،  وتوفي في العام التالي في هامبورغ، عن عمر 74 عامًا.

## روابط خارجية
- روبرت مولكا على موقع IMDb (الإنجليزية)
- روبرت مولكا على موقع قاعدة بيانات الفيلم (الإنجليزية)